# 無數次
《無數次》，日本樂團DREAMS COME TRUE的第37張單曲。2005年2月16日發行。

## 簡介
前作《情書》約4個月之後發行。單曲內的兩首曲目都被收錄到錄音室專輯《THE LOVE ROCKS》。
《無數次》被用作同年富士電視台電視劇《急症群英 第三季》的主題曲。2007年再被起用為電影《真由 -心之星-》的主題曲。
2006年的NHK紅白歌合戰之後，這首歌就常常和DREAMS COME TRUE的另一首代表作《LOVE LOVE LOVE》一起，組成串燒演唱。
2009年專輯《DO YOU DREAMS COME TRUE?》初回限定盤A盤附送精選輯「THE SOUL 2」，之前的官方人氣投票，這首歌獲得廣泛的支持，高踞第一位。

2011年東日本大地震後，歌曲再次受到矚目，成為其中一首最受歡迎的應援、勵志歌曲。這首歌也提供一個月免費的手機全曲下載，為災民應援。歌曲也在發表六年之後登上Billboard日本成人抒情廣播放送榜第一位。

## 收錄曲目
全作詞：吉田美和；作曲：中村正人、吉田美和；編曲：中村正人
1. 無數次（何度でも）
2. 解讀天空（空を読む）